# Leslie Walter Allam Ahrendt
Leslie Walter Allam Ahrendt (* 1903; † 1969) war ein britischer Botaniker. Sein offizielles botanisches Autorenkürzel lautet  „Ahrendt“.
Ahrendt war am Botanischen Garten Oxford tätig. Er war ein Kenner der Pflanzengattung Berberis; viele Erstbeschreibungen in dieser artenreichen Gattung stammen von ihm.